# Mihailo Ivanović (político)
Mihailo Ivanović (cirílico serbio: Михаило Ивановић; Kuči 1874 – Herceg Novi 1949) fue un político montenegrino de principios del siglo XX. Fue uno de los líderes del Partido Popular (conocido como klubaši) de 1906 a 1918. Tras la unificación, decepcionado, se convirtió en un importante dirigente del Partido Federalista de Montenegro en la asamblea del Reino de los Serbios, Croatas y Eslovenos, y colaborador de las potencias del Eje.

## Biografía
Durante sus estudios en Belgrado, en 1899 fue deportado de Serbia con un grupo de montenegrinos por considerar que habían preparado un acto terrorista. Se licenció en la Facultad de Derecho de la Universidad de Zagreb y regresó a Montenegro, donde trabajó en el tribunal de Nikšić. Más tarde se convirtió en miembro del Tribunal Superior del Reino de Montenegro.
Ivanović se convirtió en partidario de la unidad montenegrina con Serbia y en 1912 se trasladó a Belgrado. Allí permaneció hasta que el rey Nicolás I le amnistió y regresó de nuevo a Montenegro. Tras la Asamblea de Podgorica se hizo miembro del Partido Federalista de Montenegro. Fue elegido diputado a la Asamblea Nacional en 1923, 1925 y 1927.
Con el establecimiento de "un Montenegro independiente" durante la Segunda Guerra Mundial bajo el patrocinio de la Italia fascista, participó en el Parlamento del día de San Pedro que debía anunciar un nuevo gobierno montenegrino. Tras la guerra, perdió sus derechos ciudadanos bajo el régimen comunista por haber colaborado con los italianos.